# Harry’s House
Harry’s House ist das dritte Studioalbum des britischen Popsängers Harry Styles, das am 20. Mai 2022 bei dem Musiklabel Columbia Records veröffentlicht wurde.

## Einordnung
Das Album schließt sich dem Debütalbum Harry Styles (2017) und Fine Line (2019) an. Harry's House, produziert von Kid Harpoon und Tyler Johnson, besteht aus 13 Popsongs mit einer Gesamtlaufzeit von etwa 42 Minuten. Von den 4 Singles des Albums, As It Was, Late Night Talking, Music For a Sushi Restaurant und Satellite, sowie dem Lied Daylight gibt es offizielle Musikvideos auf dem YouTube-Kanal des Künstlers.

## Promotion
Angefangen mit der You Are Home Kampagne, bestehend aus verschiedenen Social-Media-Kanälen und einer Website, deutete der Sänger Mitte März 2022 stückweise ein neues Album an, dessen Erscheinungsdatum er am 23. März 2022 bekannt gab.
Kurz darauf folgte die Hauptsingleauskopplung As It Was, die am 31. März 2022 veröffentlicht wurde. Die erste Live Darbietung der Single erfolgte am 15. April 2022 bei Harry Styles Coachella Festival Auftritt in Kalifornien. Ebenso wurden die Lieder Boyfriends und Late Night Talking erstmalig vom Künstler performt.
Am 19. Mai 2022 konnten bei einem Spotify Event in New York einige ausgewählte Fans Harry's House zum ersten Mal in voller Länge anhören. Dort hostete der Sänger eine sogenannte Listening Party, die thematisch gestaltet war.
Mit seiner One Night Only hatte Styles am 20. Mai 2022 auf der Bühne der UBS Arena die erste Liveshow, die sich aus allen Liedern des Albums zusammensetzte und auch über einen Apple Music Livestream verfolgbar war.
Auf nachfolgenden Konzerten innerhalb der Love On Tour (2021–2023) Welttournee des Sängers waren die 4 Singles aus Harry's House von 2022 bis 2023 ein fester Bestandteil der Setlist.

## Titelliste
1. Music for a Sushi Restaurant
2. Late Night Talking
3. Grapejuice
4. As It Was
5. Daylight
6. Little Freak
7. Matilda
8. Cinema
9. Daydreaming
10. Keep Driving
11. Satellite
12. Boyfriends
13. Love of My Life

## Rezeption
Harry’s House wurde 2023 als Album des Jahres bei den Brit Awards und Grammys ausgezeichnet. RollingStone setzte das Album seit 2023 auf Platz 491 der 500 besten Alben aller Zeiten.
As It Was brachte dem Album zwei Guinness World Records ein; den 2022 auf Spotify weltweit meistgehörten Song innerhalb von 24 Stunden und auch innerhalb des gesamten Jahres mit 1,6 Milliarden Streams.
Insgesamt belegte das Album 2022 den zweiten Platz der meistgestreamten Alben auf Spotify.
Auch schafften es alle 13 Songs zur gleichen Zeit in die Top 30 der Billboard Hot 100.

## Kommerzieller Erfolg

### Chartplatzierungen
| ChartsChartplatzierungen       | Höchstplatzierung | Wochen |
| ------------------------------ | ----------------- | ------ |
| Deutschland (GfK)              | 1 (114 Wo.)       | 114    |
| Österreich (Ö3)                | 1 (106 Wo.)       | 106    |
| Schweiz (IFPI)                 | 1 (103 Wo.)       | 103    |
| Vereinigte Staaten (Billboard) | 1 (119 Wo.)       | 119    |
| Vereinigtes Königreich (OCC)   | 1 (136 Wo.)       | 136    |

| ChartsJahrescharts (2022)      | Platzierung |
| ------------------------------ | ----------- |
| Deutschland (GfK)              | 5           |
| Österreich (Ö3)                | 2           |
| Schweiz (IFPI)                 | 6           |
| Vereinigte Staaten (Billboard) | 7           |
| Vereinigtes Königreich (OCC)   | 1           |

| ChartsJahrescharts (2023)      | Platzierung |
| ------------------------------ | ----------- |
| Deutschland (GfK)              | 23          |
| Österreich (Ö3)                | 5           |
| Schweiz (IFPI)                 | 16          |
| Vereinigte Staaten (Billboard) | 15          |
| Vereinigtes Königreich (OCC)   | 5           |

| ChartsJahrescharts (2024)      | Platzierung |
| ------------------------------ | ----------- |
| Deutschland (GfK)              | 89          |
| Vereinigte Staaten (Billboard) | 122         |
| Vereinigtes Königreich (OCC)   | 62          |

### Auszeichnungen für Musikverkäufe
| Land/Region                  | Auszeichnungen für Musikverkäufe (Land/Region, Auszeichnung, Verkäufe) | Verkäufe  |
| ---------------------------- | ---------------------------------------------------------------------- | --------- |
| Australien (ARIA)            | 2× Platin                                                              | 140.000   |
| Belgien (BRMA)               | Platin                                                                 | 20.000    |
| Brasilien (PMB)              | Diamant                                                                | 160.000   |
| Dänemark (IFPI)              | 3× Platin                                                              | 60.000    |
| Deutschland (BVMI)           | Gold                                                                   | 100.000   |
| Frankreich (SNEP)            | 2× Platin                                                              | 200.000   |
| Island (IFPI)                | Gold                                                                   | 2.500     |
| Italien (FIMI)               | 2× Platin                                                              | 100.000   |
| Kanada (MC)                  | 2× Platin                                                              | 160.000   |
| Neuseeland (RMNZ)            | 4× Platin                                                              | 60.000    |
| Österreich (IFPI)            | Gold                                                                   | 7.500     |
| Polen (ZPAV)                 | 4× Platin                                                              | 80.000    |
| Portugal (AFP)               | Gold                                                                   | 7.500     |
| Schweden (IFPI)              | Platin                                                                 | 30.000    |
| Spanien (Promusicae)         | 2× Platin                                                              | 80.000    |
| Ungarn (MAHASZ)              | 4× Platin                                                              | 16.000    |
| Vereinigte Staaten (RIAA)    | 2× Platin                                                              | 2.000.000 |
| Vereinigtes Königreich (BPI) | 3× Platin                                                              | 900.000   |
| Insgesamt                    | 4× Gold · 32× Platin · 1× Diamant ·                                    | 4.123.500 |

Hauptartikel: Harry Styles/Auszeichnungen für Musikverkäufe